# (331011) Peccioli
(331011) Peccioli est un astéroïde de la ceinture principale.

## Description
(331011) Peccioli est un astéroïde de la ceinture principale. Il fut découvert le 26 octobre 2009 à Libbiano par Paolo Bacci et Francesco Biasci. Il présente une orbite caractérisée par un demi-grand axe de 2,59 UA, une excentricité de 0,11 et une inclinaison de 8,4° par rapport à l'écliptique.

## Compléments